# Оджак, Камиль
Мехмет Камиль Оджак (19 февраля 1914 — 21 мая 1969) — турецкий политик

## Биография
Камиль Оджак родился 19 февраля 1914 года в Газиантепе. Его отец Мустафа Оджак занимал пост главы Газиантепа и был шейхом тариката Мевлеви. В 1935 году Камиль Оджак окончил Роберт-колледж.
После окончания колледжа Оджак три года работал в ЦБ Турции. В 1940 году он возглавил кооператив ткачей, Оджак занимал этот пост в течение восьми лет. В 1948 году Камиль Оджак был назначен министерством Торговли директором Ассоциации кооперативов фисташек и сельского хозяйства.

### Политическая карьера
Оджак начал заниматься политической деятельностью в 1941 году. В 1946 году Камиль Оджак баллотировался в парламент от Демократической партии (ДП). С 17 ноября 1955 года по 16 ноября 1956 года занимал пост мэра Газиантепа. В 1961 году Оджак баллотировался в парламент от Партии справедливости, но не был избран. В 1963 году он был избран членом городского совета Газиантепа. В 1965 году Камиль Оджак был избран членом Великого национального собрания. Позднее Оджак был назначен Сулейманом Демирелем министром, ответственным за спорт.
21 мая 1969 года Камиль Оджак умер от сердечного приступа в Анкаре. Похоронен в Газиантепе.

### Личная жизнь
Состоял в браке с Мюбеджель Оджак, у них было четверо детей, два сына и две дочери. Камиль Оджак владел английским и французским языками.

## Память
Именем Камиля Оджака названы несколько спортивных объектов в Газиантепе. Среди них стадион, гимназия и спортивный комплекс.